# 种马

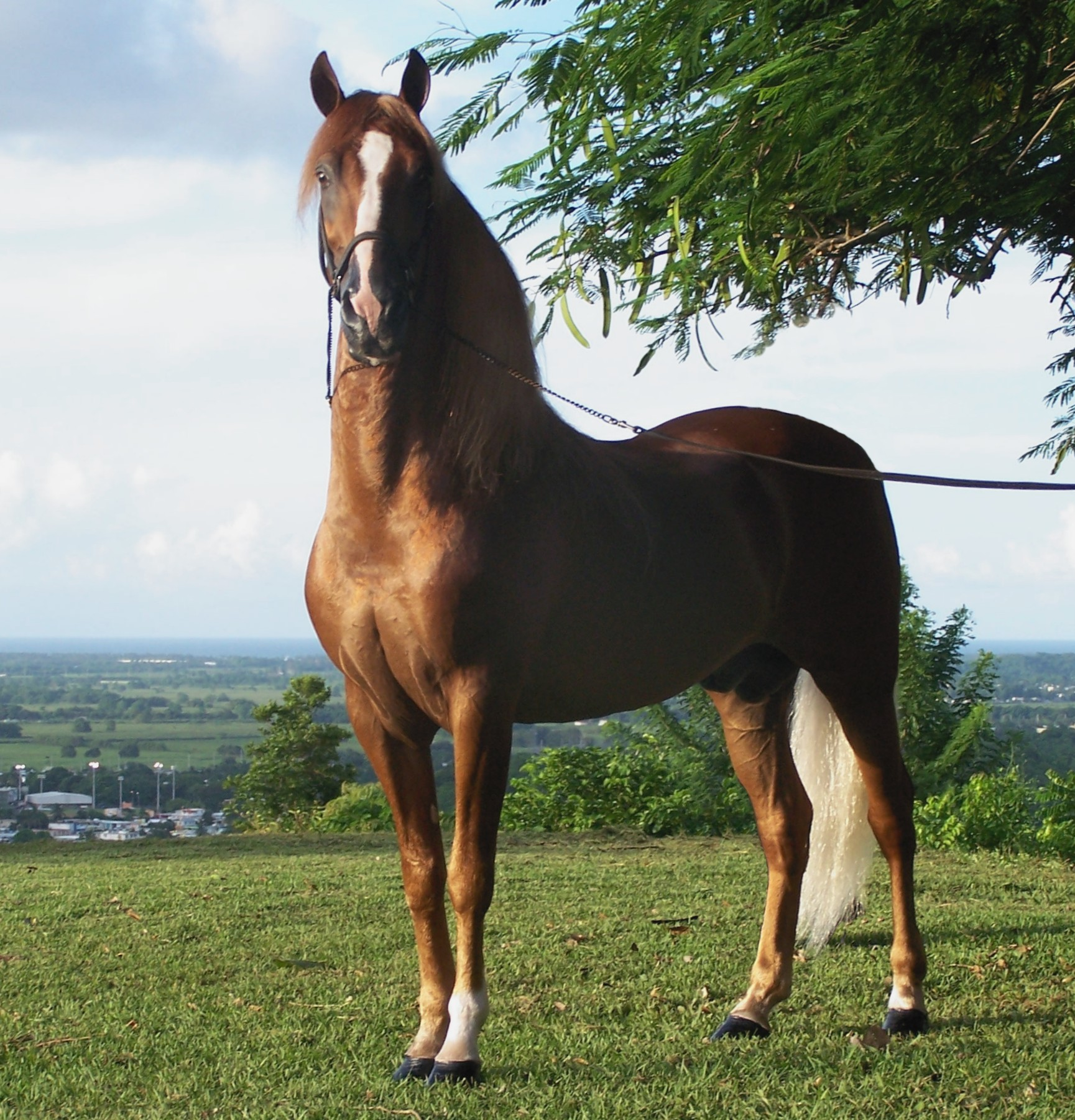
一匹種馬

種馬是指未經去勢的雄性馬匹。種馬通常會根據其體型和外觀特徵進行篩選，但在這些標準之內，如睾酮這類荷爾蒙會讓種馬的頸部更加粗壯，整體體型也比母馬（雌馬）和閹割過的公馬來得更健壯。
種馬的性情受到遺傳因素和訓練方式的影響，由於其群居動物的本能，它們可能表現出攻擊性，特別是對其他種馬。因此，管理種馬需要經驗豐富的人士謹慎處理。通過適當的訓練和管理，種馬可以在多種馬術運動中表現出色，包括賽馬、馬展以及國際夏季奧林匹克運動會的馬術比賽。
英語中「Stallion」這個詞同樣也用來指稱其他馬科動物的雄性，例如斑馬和驢子。

## 群體行為

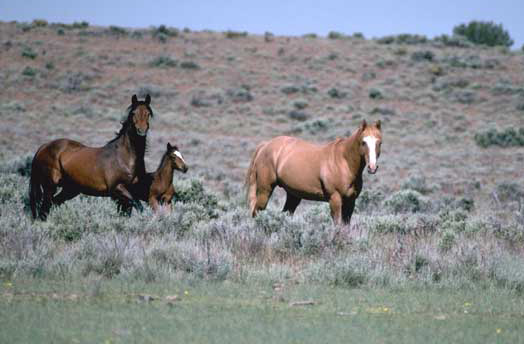
野馬種馬（右）與其部分母馬和小馬群

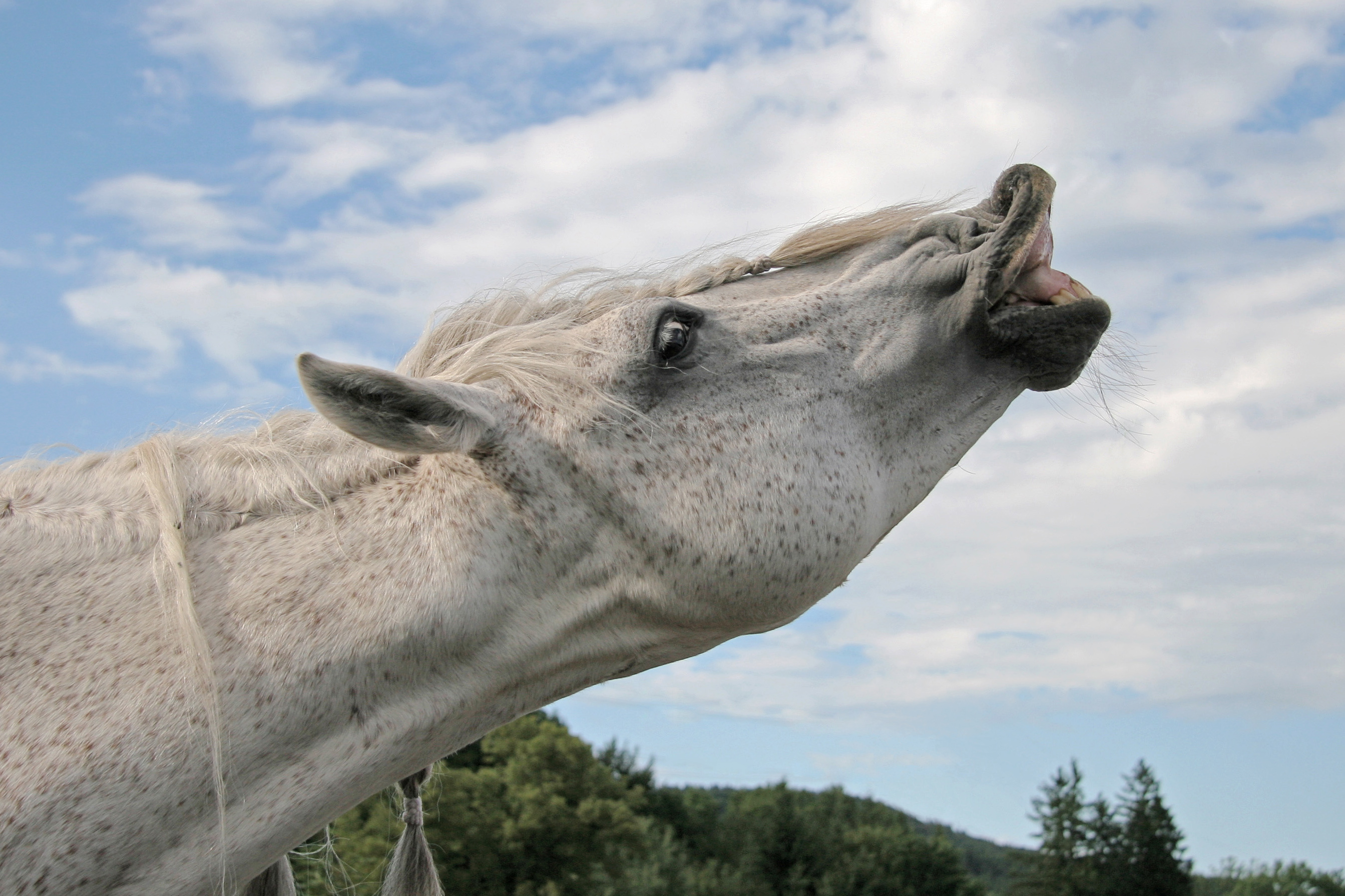
展示裂唇嗅反应的種馬

小母馬通常會迅速加入一個與其父馬不同的主導種馬群。沒有母馬陪伴的幼馬或年輕種馬，常在野外形成小型的全雄性「單身群」。這種群居生活可以為種馬提供社交和保護上的好處。這些單身群」中，也可能包括那些在爭鬥中失去原有群體的老年種馬。

## 生殖系統結構

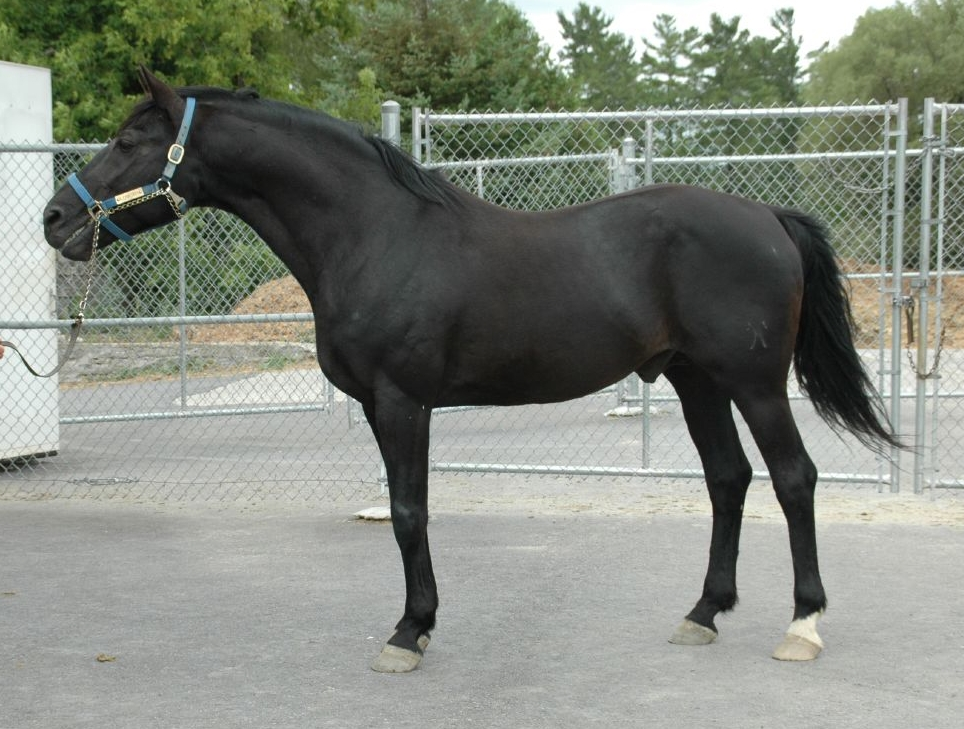
如圖所示種馬的次級特徵包括比母馬或騸馬更重的肌肉，尤其是在脖子部位。

### 外生殖器
種馬的睪丸通常呈卵形，懸掛於陰囊中，長約8至12 cm（3.1至4.7英寸），高約6至7 cm（2.4至2.8英寸），寬約5 cm（2.0英寸）；
其陰莖則位於陰莖鞘內。陰莖位於陰莖鞘內，具有血管型結構，而陰莖回縮肌相對不發達。 。在非勃起狀態下，陰莖較鬆弛，被包含在長約50 cm（20英寸）、直徑約2.5至6 cm（0.98至2.36英寸）的包皮內，末端約15至20 cm（5.9至7.9英寸）的部分在包皮內自由懸掛。陰莖回縮肌收縮使陰莖回縮入鞘內，放鬆時陰莖延伸出鞘。陰莖的勃起和突出是由於其海綿體內的勃起血管組織充血。勃起時，陰莖長度和厚度增倍，龜頭增大三到四倍。尿道開口位於龜頭末端的小囊內，稱為「尿道窩」。 尿道窩凸出於龜頭之外。

### 內生殖器
內生殖器包括副性腺，如精囊腺、前列腺和球腺，這些腺體在射精時向精液中添加液體，對生育能力有一定影響，但並非絕對必要。

## 馴養種馬的管理

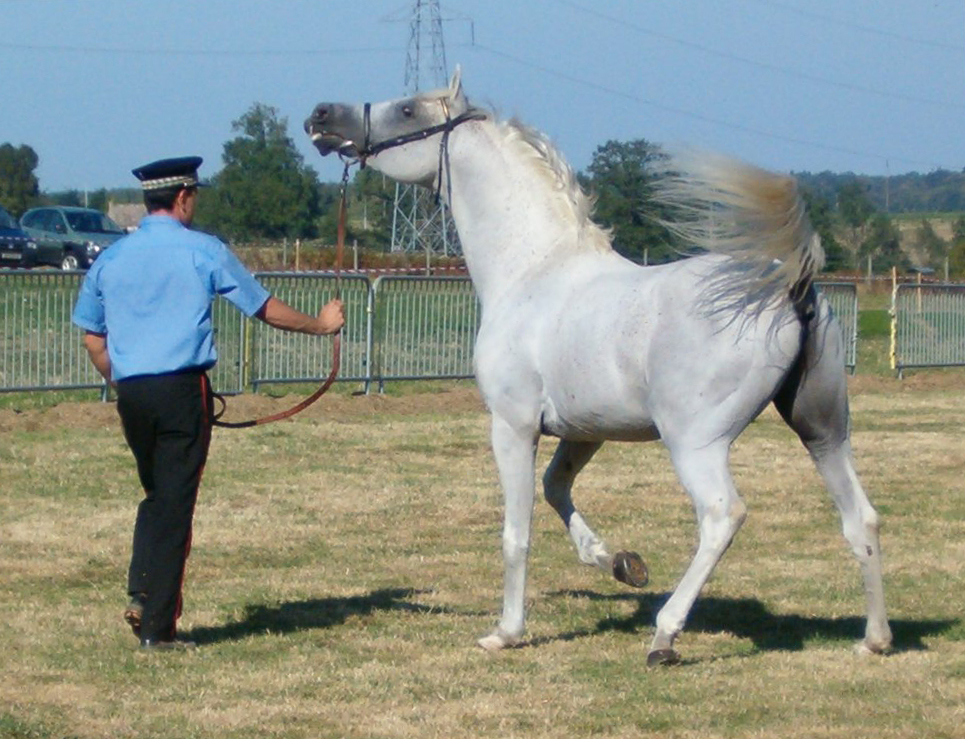
即使是訓練有素的種馬，也需由經驗豐富的人員以堅定且一致的方式處理。

馴養的種馬根據不同地區、飼主的飼養理念和個別種馬的性情進行訓練和管理。不過，種馬通常有支配其他馬和人類的傾向，這種行為會受到與其他馬，特別是發情的母馬相處的距離影響。因此，必須訓練種馬尊重人類，以避免其天生的攻擊性，特別是咬人的行為，造成嚴重傷害。

## 另見
- 馬的行為
- 馬的培植

## 外部連結
- 有關鞘清潔的更新信息及操作視頻鏈接 （页面存档备份，存于）